# Gare centrale de Cologne
La gare centrale de Cologne (en allemand : Köln Hauptbahnhof), est une gare ferroviaire allemande, située au centre-ville, au pied de la Cathédrale, de Cologne dans le land de Rhénanie-du-Nord-Westphalie.
Avec en moyenne 280 000 voyageurs par jour, c'est la cinquième gare la plus fréquentée d'Allemagne, à égalité avec Hanovre et Düsseldorf.

## Situation ferroviaire
La gare est située devant la cathédrale de la ville, et à l'immédiate proximité du pont Hohenzollern, un des plus larges ponts ferroviaires du monde.

## Histoire
Contrairement à ce qu'on pourrait croire, l'ancienne gare du XIXe siècle de style wilhelminien (de) n'a pas été détruite pendant les bombardements de la deuxième guerre mondiale (même si elle fut endommagée), mais au milieu des années 50 pour laisser place à une halle moderne jugée plus fonctionnelle.
C’est sur un quai de la gare centrale de Cologne le 3 août 1914 qu’eurent lieu les adieux entre le quaker anglais Henry Hodgkin et le pasteur luthérien allemand Friedrich Siegmund-Schultze, au cours desquels ils se promirent mutuellement de rester unis dans le Christ malgré la guerre et de proclamer le message de paix de l’Évangile quelles que soient les circonstances. Cet adieu solennel fut le moment fondateur du Mouvement international de la réconciliation ; sur cette lancée, les deux hommes se mirent à travailler sans relâche pour rétablir la paix entre leurs deux nations et au-delà, envers et contre les politiques de leurs gouvernements respectifs. Cela conduisit dès 1915 à la fondation de la première organisation pacifiste chrétienne, la Fraternité de la réconciliation, puis à l’International Fellowship of Reconciliation (Mouvement international de la Réconciliation). Henry Hodgkin et Friedrich Siegmund-Schultze prirent respectivement la tête des branches britannique et allemande de ce mouvement, qui se fit connaître en Allemagne sous le nom de « Versöhnungsbund » (association de la réconciliation).

## Service des voyageurs

### Accueil

Installations de la gare
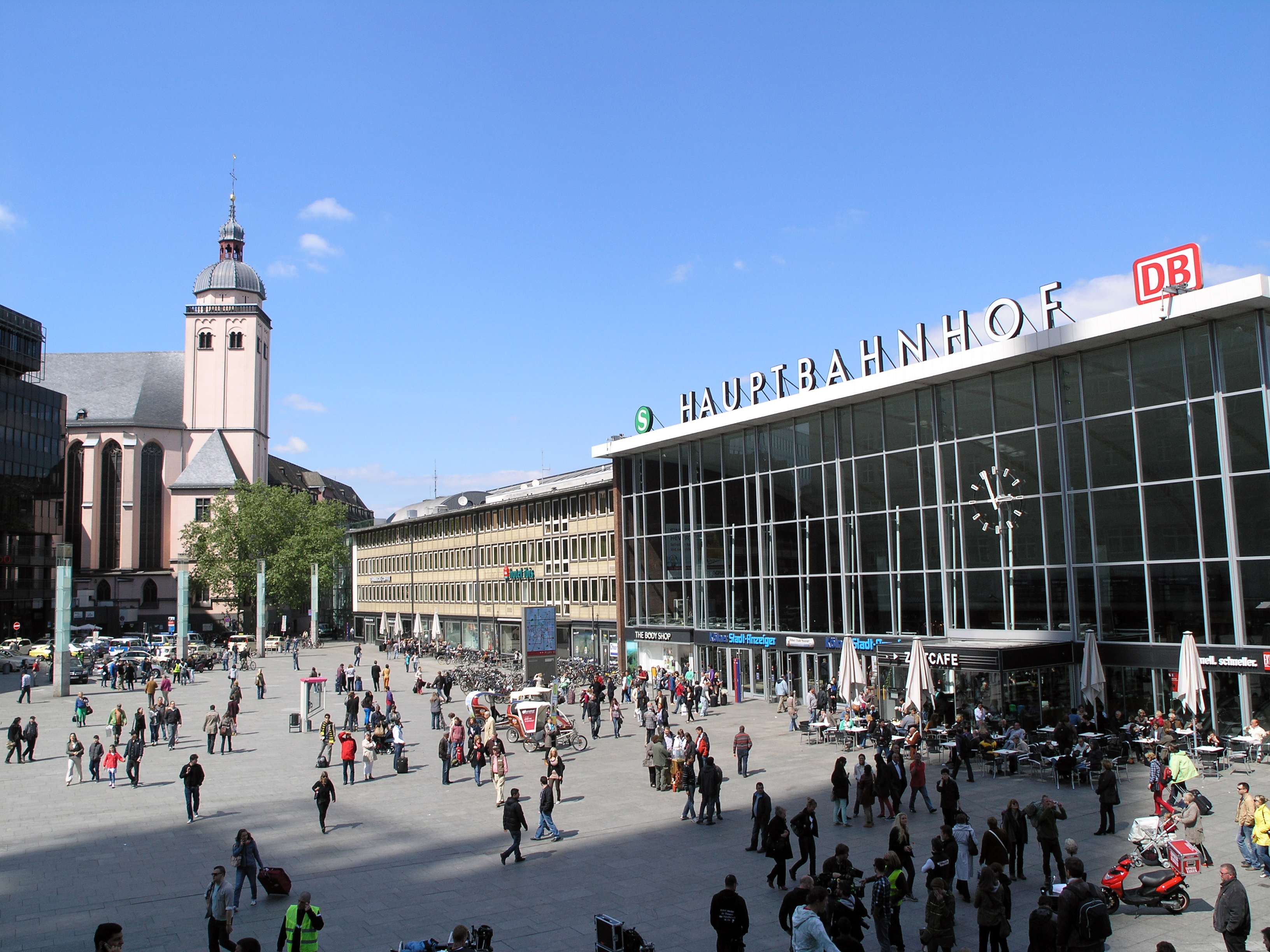
Entrée principale.
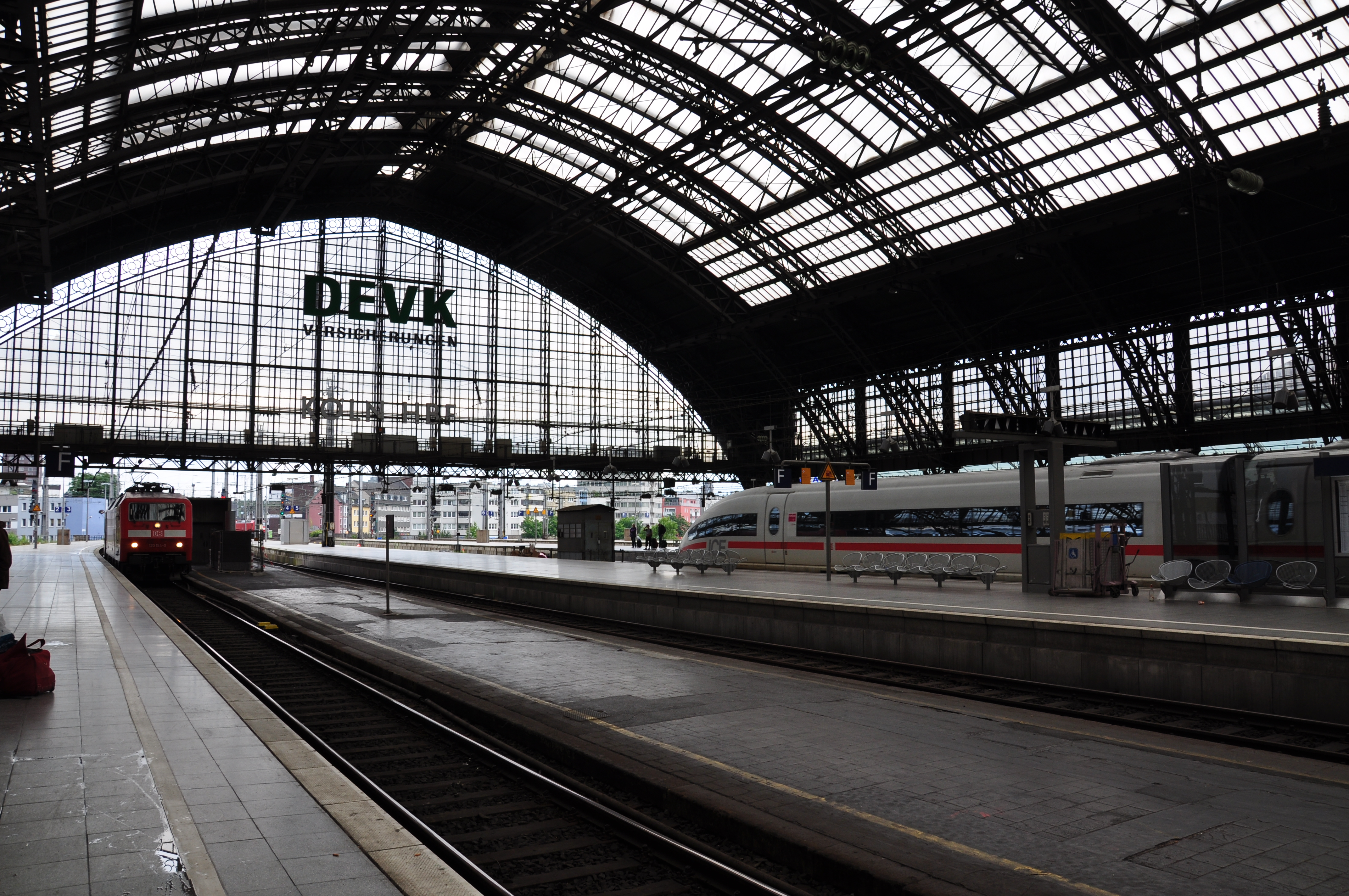
Intérieur.

### Desserte
La gare est un important nœud ferroviaire local, national et international, elle est conçue comme une station de transit avec onze voies. Elle est desservie par de nombreux ICE, Eurostar et trains InterCity, ainsi que par des trains régionaux (RegionalExpress, RegionalBahn), locaux (S-Bahn) et par des trains de nuit Nightjet (NJ).
Cette gare offre notamment de nombreuses liaisons avec Francfort en passant par la ligne à grande vitesse Cologne-Francfort, qui commence au sud de Cologne.